# White Star (Film)
White Star ist ein deutscher Spielfilm aus dem Jahr 1983. Regie führte Roland Klick, die Hauptrolle spielte Dennis Hopper.

## Handlung
Der abgehalfterte Musikmanager Ken Barlow im Berlin der frühen Achtziger war einmal ein erfolgreicher Rock-’n’-Roll-Tourmanager, doch seine Glanzzeit ist längst vorüber. Als letzte Chance will er den mittelmäßigen Musiker Moody und dessen Album White Star in die Charts pushen. Als der Erfolg ausbleibt, bedient er sich immer ausgefallenerer Methoden, um sein Ziel zu erreichen. Um den Durchbruch des eher farblosen und willensschwachen Musikers zu erzwingen, versucht Barlow seine alten Kontakte im Musikbusiness zu nutzen. Er dringt mehrmals in die Zentrale der großen Plattenfirma Eurosound ein, doch am Ende wird er abgewimmelt. Als allerletztes Mittel sieht er nur noch die Inszenierung eines Attentats auf Moody, um diesen in die Schlagzeilen zu bringen und damit die erhofften Umsatzzahlen zu erzielen.

## Kritik
„Ein Film über Lebensträume und ihr Zusammenbrechen, wobei die hochgradige Emotionalität der Inszenierung stellenweise allzu angestrengt wirkt.“

## Bemerkungen
Roland Klick drehte mit Hopper in englischer Sprache und ließ ihn von Christian Brückner deutsch nachsynchronisieren. Hopper selbst war aufgrund seines exzessiven Kokainkonsums kaum zu langen Dreharbeiten fähig. Zudem kam es am Set zu Vorkommnissen wie einem Autounfall, bei dem Hopper Roland Klick über den Fuß fuhr. Infolge führte Klick ein TV-Interview zu seinem Film mit eingegipsten Fuß. Die Dreharbeiten zogen sich über zwei Jahre hin, dennoch konnte schlussendlich nur ein Teil des Drehplans realisiert werden. Nachdem mit Hopper nur eine Folge explosiver und kaum ruhiger Szenen gedreht werden konnten, versuchten Klick und Kameramann Jürgen Jürges den Film durch zusätzliche Aufnahmen von West-Berlin zu retten.

## Auszeichnungen
- Der Film erhielt 1984 in der Kategorie „Weitere programmfüllende Spielfilme (Produktion)“ das Filmband in Silber